# Манго, Фред
Фред Манго (фр. Fred Mango; род. 26 июня 1973, Сен-Клод) — французский легкоатлет, специалист по бегу на короткие дистанции. Выступал на профессиональном уровне в 1997—2006 годах, обладатель бронзовой медали чемпионата мира в помещении, серебряный призёр Средиземноморских игр, участник ряда крупных международных стартов.

## Биография
Фред Манго родился 26 июня 1973 года в коммуне Сен-Клод, Гваделупа.
Первого серьёзного успеха на международном уровне добился в сезоне 1997 года, когда после победы на зимнем чемпионате Франции в Бордо вошёл в состав французской сборной и выступил на домашнем чемпионате мира в помещении в Париже, где вместе с соотечественниками стал бронзовым призёром в зачёте эстафеты 4×400 метров — в финале их обошли только команды США и Ямайки. Позднее в той же дисциплине завоевал серебряную награду на Средиземноморских играх в Бари, уступив лишь сборной Алжира, тогда как в индивидуальном беге на 400 метров пришёл к финишу четвёртым. Также в эстафете 4×400 метров был четвёртым на Кубке Европы в Мюнхене и пятым на чемпионате мира в Афинах.
В 1998 году бежал 400 метров на чемпионате Европы в помещении в Валенсии. Стал третьим в эстафете 4×400 метров на Кубке Европы в Санкт-Петербурге. На чемпионате Европы в Будапеште в дисциплине 400 метров остановился на предварительном квалификационном этапе, в эстафете 4×400 метров благополучно прошёл в финал, но в решающем забеге на старт не вышел.
В 1999 году в беге на 400 метров выиграл зимний чемпионат Франции в Льевене. На чемпионате мира в помещении в Маэбаси дошёл до полуфинала в 400-метровом беге и занял шестое место в эстафете 4×400 метров. Бежал эстафету 4×400 метров на чемпионате мира в Севилье, став в финале четвёртым.
В 2001 году отметился выступлением на Франкофонских играх в Оттаве, в программе эстафеты 4×400 метров выиграл серебряную медаль, уступив победу команде Польши.
Завершил спортивную карьеру по окончании сезона 2006 года.